# Sœurs de la charité de Leavenworth
Les Sœurs de la charité de Leavenworth (en latin : Congregatio Sororum Caritatis Leavenworthiensis) forment une congrégation religieuse féminine enseignante et hospitalière de droit pontifical faisant partie de la fédération des Sœurs de la charité.

## Historique
L'institut provient des sœurs de la charité de Nazareth de Bardstown aux États-Unis fondée en 1812 par un prêtre sulpicien français, l'abbé Jean-Baptiste David. En 1840, un groupe de religieuses dirigé par Catherine Spalding ouvre une filiale à Nashville. Cette communauté prend son autonomie en 1851 et devient de droit diocésain. La nouvelle mère supérieure de la jeune congrégation, Mère Xavier Ross, installe la maison-mère à Leavenworth (Kansas) en 1858. Elles y ouvrent plus tard la University of Saint Mary qui existe toujours.
Les Sœurs de la charité de Leavenworth reçoivent leur décret de louange le 1er mai 1915, sous le pontificat de Benoît XV, et l'approbation définitive en 1922.

## Activité et diffusion
Elles se vouent à l'instruction et à l'éducation chrétiennes de la jeunesse, au soin des malades, et à l'assistance des orphelins et des personnes âgées.
Elles sont actives aux États-Unis et au Pérou.
La maison-mère est à Leavenworth.
En 2017, la congrégation comptaient 231 religieuses dans 40 maisons.